# Nils Ryberg
Nils Ryberg var en svensk bildhuggare verksam i mitten av 1700-talet.
Ryberg var verksam i trakterna runt Helsingborg i mitten av 1700-talet och utförde bland annat en altaruppsats för Fleninge kyrka i Skåne. 1882 byttes altaruppsatsen ut mot målningen Konungens tillbedjan utförd av Mårten Eskil Winge och därmed flyttades altaruppsatsen till kyrkans vapenhus.